# Права ЛГБТ на Тайване
Китайская республика (Тайвань) считается одной из самых прогрессивных стран в Азии в области прав лесбиянок, геев, бисексуальных и трансгендерных людей. Она стала первой страной на континенте, легализовавшей однополые браки (в 2019 году). Трансгендерный переход на Тайване разрешён законом. Дискриминация по признакам сексуальной ориентации и гендерной идентичности в образовании и трудовой сфере законодательно запрещена.

## Однополые отношения
В отличие от многих других стран, добровольные однополые сексуальные отношения никогда не были запрещены законом в Китайской республике. Тем не менее, в 1990-е и 2000-е годы гей-бары, сауны и клубы, а также книжные магазины с ЛГБТ-литературой часто подвергались полицейским рейдам, а их владельцы обвинялись в непристойном поведении, запрещавшемся Актом о поддержании общественного порядка и уголовным кодексом страны.

### Однополые браки
Законопроекты о признании однополых союзов в Китайской республике предлагались в 2006 и 2012 годах, но не набирали достаточно голосов для рассмотрения. В октябре 2013 года в Законодательный Юань был подан законопроект, разработанный Тайваньским союзом по продвижению прав на гражданские партнёрства, предлагавший поправки в Гражданский кодекс. Разработанный Союзом проект включал легализацию однополых браков и замену в законодательстве слов «муж» и «жена» на «супруги»; создание института гражданских партнёрств, а также юридическое признание семей, состоящих из нескольких человек.  Несмотря на это, на рассмотрение в Законодательный Юань была подана лишь первая часть, посвящённая легализации однополых браков. Однако в связи с массовыми протестами против однополых браков этот закон не был принят. В 2017 году Конституционный суд постановил, что определение брака как союза мужчины и женщины из Гражданского кодекса является антиконституционным, и потребовали от законодательной и исполнительной власти исправить законодательство в течение двух лет. 17 мая 2019 года парламент страны принял закон, легализующий однополые браки, что сделало Тайвань первой страной в Азии, принявшей такое решение.

## Права трансгендерных людей
Смена юридического пола на Тайване была разрешена в 1988 году при условии транссексуальности, диагностированной двумя психологами, а также медицинского подтверждения проведённой хирургической коррекции пола с полным удалением половых органов и реконструкцией гениталий. Однако в связи с высокой стоимостью операций по реконструкции наружных половых органов с 2008 года для юридического признания гендера они перестали быть обязательными.

## Законы против дискриминации

### В образовании
В июне 2004 году был принят Акт о гендерном равенстве в образовании, который в том числе запрещал дискриминацию в образовательных учреждениях и при приёме в них на основании сексуальной ориентации и гендерной идентичности и требовал обеспечить в школах безопасную среду для обучающихся и сотрудников разных гендерных идентичностей и сексуальных ориентаций. В 2006 году были обнародованы правила исполнения Акта о гендерном равенстве в образовании, которые предписывали школам включить в расписание занятия по половому просвещению, в том числе для геев и лесбиянок. В 2011 году юридическое определение гендерного равенства в образовании было пересмотрено и закрепило его как форму образования, прививающую уважение к гендерному разнообразию, борющуюся с гендерной дискриминацией. В том же году было введено понятие сексуальной травли.

### В трудовой сфере
С 2001 года гендерная дискриминация на работе была запрещена на Тайване, однако этот запрет был направлен лишь против дискриминации по полу. В 2003 году Отдел труда правительства города Тайбэй впервые признал, что увольнение на основании сексуальной ориентации является дискриминационным и запрещено законом. В 2007 году «Акт о равенстве мужчин и женщин в трудоустройстве» был переименован в «Акт о гендерном равенстве в трудоустройстве» и пересмотрен, запретив дискриминацию по признакам гендера и сексуальной ориентации при приёме на работу, повышении, оплате труда и увольнении.